# Saison 2018-2019 des Pistons de Détroit
La saison 2018-2019 des Pistons de Détroit est la 78e saison de la franchise (70e en NBA) et la 62e saison dans la ville de Détroit.

## Draft
Les Pistons de Détroit entrent dans la draft 2018 de la NBA avec un choix en attendant des éventuels échanges. 
| Tour | Choix | Joueur          | Poste | Nationalité | Provenance          |
| ---- | ----- | --------------- | ----- | ----------- | ------------------- |
| 2    | 42    | Bruce Brown Jr. | G     | États-Unis  | Hurricanes de Miami |

## Matchs

### Summer League
| Summer League Total: 3-3 |

| Match | Date match | Équipe              | Score    | Meilleur marqueur   | Meilleur rebondeur  | Meilleur passeur   | Lieux Spectateurs    | Série |
| ----- | ---------- | ------------------- | -------- | ------------------- | ------------------- | ------------------ | -------------------- | ----- |
| 1     | 6 juillet  | Milwaukee           | D 63-90  | Henry Ellenson (16) | Henry Ellenson (10) | Larry Drew II (3)  | Cox Pavilion         | 0 - 1 |
| 2     | 7 juillet  | Memphis             | D 70-73  | Henry Ellenson (15) | Brown, Ellenson (7) | Larry Drew II (5)  | Cox Pavilion         | 0 - 2 |
| 3     | 9 juillet  | La Nouvelle-Orléans | V 105-97 | Henry Ellenson (13) | Henry Ellenson (10) | Henry Ellenson (7) | Cox Pavilion         | 1 - 2 |
| 4     | 11 juillet | Minnesota           | V 64-59  | Bruce Brown (15)    | Bruce Brown (11)    | Bruce Brown (6)    | Cox Pavilion         | 2 - 2 |
| 5     | 14 juillet | Chicago             | V 72-66  | Henry Ellenson (21) | John Hamilton (10)  | Bruce Brown (4)    | Cox Pavilion         | 3 - 2 |
| 6     | 15 juillet | L.A. Lakers         | D 78-101 | Henry Ellenson (22) | John Hamilton (7)   | Henry Ellenson (5) | Thomas & Mack Center | 3 - 3 |

### Pré-saison
| Pré-saison Total: 2-3 (Domicile : 0-2 ; Extérieur : 2-1) |

| Match | Date match | Équipe        | Score     | Meilleur marqueur      | Meilleur rebondeur  | Meilleur passeur     | Lieux                     | Série |
| ----- | ---------- | ------------- | --------- | ---------------------- | ------------------- | -------------------- | ------------------------- | ----- |
| 1     | 3 octobre  | @ Oklahoma    | V 97-91   | Andre Drummond (31)    | Andre Drummond (16) | Ish Smith (5)        | Little Caesars Arena      | 1 - 0 |
| 2     | 5 octobre  | @ San Antonio | D 93-117  | Andre Drummond (18)    | Andre Drummond (10) | Ish Smith (6)        | Little Caesars Arena      | 1 - 1 |
| 3     | 8 octobre  | Brooklyn      | D 108-110 | Langston Galloway (24) | Andre Drummond (10) | Ish Smith (10)       | Little Caesars Arena      | 2 - 1 |
| 4     | 10 octobre | Washington    | D 97-102  | Andre Drummond (17)    | Andre Drummond (20) | Blake Griffin (4)    | Air Canada Centre         | 2 - 2 |
| 5     | 12 octobre | @ Cleveland   | V 129-110 | Blake Griffin (29)     | Andre Drummond (15) | Griffin, Jackson (5) | BMO Harris Bradley Center | 3 - 2 |

### Saison régulière
| Saison régulière Total: 41-41 (Domicile : 26-15 ; Extérieur : 15-26) |

| Match | Date match | Équipe       | Score          | Meilleur marqueur      | Meilleur rebondeur  | Meilleur passeur    | Lieux                | Série |
| ----- | ---------- | ------------ | -------------- | ---------------------- | ------------------- | ------------------- | -------------------- | ----- |
| 1     | 17 octobre | Brooklyn     | V 103-100      | Blake Griffin (26)     | Andre Drummond (20) | Blake Griffin (6)   | Little Caesars Arena | 1 - 0 |
| 2     | 20 octobre | @ Chicago    | V 118-116      | Blake Griffin (33)     | Andre Drummond (13) | Reggie Jackson (6)  | United Center        | 2 - 0 |
| 3     | 23 octobre | Philadelphie | V 133-132 (OT) | Blake Griffin (50)     | Andre Drummond (16) | Blake Griffin (6)   | Little Caesars Arena | 3 - 0 |
| 4     | 25 octobre | Cleveland    | V 110-103      | Drummond, Griffin (26) | Andre Drummond (22) | Reggie Bullock (6)  | Little Caesars Arena | 4 - 0 |
| 5     | 27 octobre | Boston       | D 89-109       | Andre Drummond (18)    | Andre Drummond (8)  | Reggie Jackson (4)  | Little Caesars Arena | 4 - 1 |
| 6     | 30 octobre | @ Boston     | D 105-108      | Blake Griffin (24)     | Blake Griffin (15)  | Stanley Johnson (4) | TD Garden            | 4 - 2 |
| 7     | 31 octobre | @ Brooklyn   | D 119-120 (OT) | Blake Griffin (25)     | Andre Drummond (23) | Griffin, Smith (4)  | Barclays Center      | 4 - 3 |

| Match | Date match  | Équipe         | Score          | Meilleur marqueur      | Meilleur rebondeur     | Meilleur passeur   | Lieux                | Série  |
| ----- | ----------- | -------------- | -------------- | ---------------------- | ---------------------- | ------------------ | -------------------- | ------ |
| 8     | 3 novembre  | @ Philadelphie | D 99-109       | Blake Griffin (38)     | Blake Griffin (13)     | Blake Griffin (6)  | Wells Fargo Center   | 4 - 4  |
| 9     | 5 novembre  | Miami          | D 115-120 (OT) | Drummond, Jackson (25) | Andre Drummond (21)    | Blake Griffin (7)  | Little Caesars Arena | 4 - 5  |
| 10    | 7 novembre  | @ Orlando      | V 103-96       | Andre Drummond (23)    | Andre Drummond (19)    | Jackson, Smith (4) | Amway Center         | 5 - 5  |
| 11    | 9 novembre  | @ Atlanta      | V 124-109      | Andre Drummond (23)    | Andre Drummond (11)    | Blake Griffin (9)  | State Farm Arena     | 6 - 5  |
| 12    | 11 novembre | Charlotte      | D 103-113      | Bullock, Drummond (23) | Andre Drummond (22)    | Reggie Jackson (7) | Little Caesars Arena | 6 - 6  |
| 13    | 14 novembre | @ Toronto      | V 106-104      | Blake Griffin (30)     | Andre Drummond (14)    | Reggie Jackson (6) | Scotiabank Arena     | 7 - 6  |
| 14    | 19 novembre | Cleveland      | V 113-102      | Andre Drummond (23)    | Andre Drummond (16)    | Blake Griffin (5)  | Little Caesars Arena | 8 - 6  |
| 15    | 21 novembre | @ Houston      | D 124-126      | Blake Griffin (37)     | Drummond, Griffin (11) | Reggie Jackson (6) | Toyota Center        | 8 - 7  |
| 16    | 23 novembre | Houston        | V 116-111 (OT) | Blake Griffin (28)     | Andre Drummond (20)    | Reggie Jackson (6) | Little Caesars Arena | 9 - 7  |
| 17    | 25 novembre | Phoenix        | V 118-107      | Drummond, Jackson (19) | Andre Drummond (16)    | Blake Griffin (11) | Little Caesars Arena | 10 - 7 |
| 18    | 27 novembre | New York       | V 115-108      | Blake Griffin (30)     | Andre Drummond (14)    | Ish Smith (7)      | Little Caesars Arena | 11 - 7 |
| 19    | 30 novembre | Chicago        | V 107-88       | Griffin, Jackson (20)  | Andre Drummond (20)    | Reggie Jackson (6) | Little Caesars Arena | 12 - 7 |

| Match | Date match   | Équipe              | Score          | Meilleur marqueur      | Meilleur rebondeur  | Meilleur passeur         | Lieux                   | Série   |
| ----- | ------------ | ------------------- | -------------- | ---------------------- | ------------------- | ------------------------ | ----------------------- | ------- |
| 20    | 1er décembre | Golden State        | V 111-102      | Blake Griffin (26)     | Andre Drummond (19) | Griffin, Jackson (5)     | Little Caesars Arena    | 13 - 7  |
| 21    | 3 décembre   | Oklahoma City       | D 83-110       | Blake Griffin (20)     | Trois joueurs (6)   | Blake Griffin (4)        | Little Caesars Arena    | 13 - 8  |
| 22    | 5 décembre   | @ Milwaukee         | D 92-115       | Blake Griffin (31)     | Stanley Johnson (9) | Reggie Jackson (5)       | Fiserv Forum            | 13 - 9  |
| 23    | 7 décembre   | Philadelphie        | D 111-117      | Blake Griffin (31)     | Blake Griffin (12)  | Blake Griffin (6)        | Little Caesars Arena    | 13 - 10 |
| 24    | 9 décembre   | La Nouvelle-Orléans | D 108-116      | Blake Griffin (35)     | Andre Drummond (19) | José Manuel Calderón (9) | Little Caesars Arena    | 13 - 11 |
| 25    | 10 décembre  | @ Philadelphie      | D 102-116      | Luke Kennard (28)      | Andre Drummond (17) | Reggie Jackson (7)       | Wells Fargo Center      | 13 - 12 |
| 26    | 12 décembre  | @ Charlotte         | D 107-108      | Blake Griffin (26)     | Andre Drummond (13) | Blake Griffin (7)        | Spectrum Center         | 13 - 13 |
| 27    | 15 décembre  | Boston              | V 113-104      | Blake Griffin (27)     | Andre Drummond (20) | José Manuel Calderón (8) | Little Caesars Arena    | 14 - 13 |
| 28    | 17 décembre  | Milwaukee           | D 104-107      | Reggie Jackson (24)    | Andre Drummond (14) | Blake Griffin (11)       | Little Caesars Arena    | 14 - 14 |
| 29    | 19 décembre  | @ Minnesota         | V 129-123 (OT) | Blake Griffin (34)     | Andre Drummond (16) | José Manuel Calderón (7) | Target Center           | 15 - 14 |
| 30    | 21 décembre  | @ Charlotte         | D 86-98        | Blake Griffin (23)     | Andre Drummond (16) | Blake Griffin (5)        | Spectrum Center         | 15 - 15 |
| 31    | 23 décembre  | Atlanta             | D 95-98        | Langston Galloway (18) | Andre Drummond (15) | Reggie Jackson (5)       | Little Caesars Arena    | 15 - 16 |
| 32    | 26 décembre  | Washington          | V 106-95       | Blake Griffin (23)     | Andre Drummond (11) | Jackson, Griffin (6)     | Little Caesars Arena    | 16 - 16 |
| 33    | 28 décembre  | @ Indiana           | D 88-125       | Blake Griffin (18)     | Andre Drummond (12) | José Manuel Calderón (7) | Bankers Life Fieldhouse | 16 - 17 |
| 34    | 30 décembre  | @ Orlando           | D 107-109      | Luke Kennard (16)      | Andre Drummond (15) | Blake Griffin (5)        | Amway Center            | 16 - 18 |

| Match | Date match  | Équipe                | Score          | Meilleur marqueur      | Meilleur rebondeur   | Meilleur passeur      | Lieux                    | Série   |
| ----- | ----------- | --------------------- | -------------- | ---------------------- | -------------------- | --------------------- | ------------------------ | ------- |
| 35    | 1er janvier | @ Milwaukee           | D 98-121       | Blake Griffin (29)     | Griffin, Leuer (9)   | Blake Griffin (4)     | Fiserv Forum             | 16 - 19 |
| 36    | 2 janvier   | @ Memphis             | V 101-94       | Blake Griffin (26)     | Andre Drummond (10)  | Blake Griffin (7)     | FedExForum               | 17 - 19 |
| 37    | 5 janvier   | Utah                  | D 105-110      | Blake Griffin (34)     | Andre Drummond (18)  | Bruce Brown Jr. (7)   | Little Caesars Arena     | 17 - 20 |
| 38    | 7 janvier   | San Antonio           | D 107-119      | Blake Griffin (34)     | Andre Drummond (14)  | Blake Griffin (8)     | Little Caesars Arena     | 17 - 21 |
| 39    | 9 janvier   | @ L.A. Lakers         | D 100-113      | Blake Griffin (16)     | Andre Drummond (17)  | Blake Griffin (6)     | Staples Center           | 17 - 22 |
| 40    | 10 janvier  | @ Sacramento          | D 102-112      | Stanley Johnson (16)   | Drummond, Leuer (11) | Bullock, Calderón (6) | Golden 1 Center          | 17 - 23 |
| 41    | 12 janvier  | @ L.A. Clippers       | V 109-104      | Blake Griffin (44)     | Andre Drummond (21)  | Blake Griffin (5)     | Staples Center           | 18 - 23 |
| 42    | 14 janvier  | @ Utah                | D 94-100       | Blake Griffin (19)     | Andre Drummond (13)  | Griffin, Jackson (4)  | Vivint Smart Home Arena  | 18 - 24 |
| 43    | 16 janvier  | Orlando               | V 120-115 (OT) | Blake Griffin (30)     | Andre Drummond (22)  | Reggie Bullock (6)    | Little Caesars Arena     | 19 - 24 |
| 44    | 18 janvier  | Miami                 | V 98-93        | Blake Griffin (32)     | Blake Griffin (11)   | Blake Griffin (9)     | Little Caesars Arena     | 20 - 24 |
| 45    | 19 janvier  | Sacramento            | D 101-103      | Blake Griffin (38)     | Zaza Pachulia (12)   | Brown, Calderón (4)   | Little Caesars Arena     | 20 - 25 |
| 46    | 21 janvier  | @ Washington          | D 87-101       | Blake Griffin (29)     | Blake Griffin (9)    | Quatre joueurs (4)    | Capital One Arena        | 20 - 26 |
| 47    | 23 janvier  | @ La Nouvelle-Orléans | V 98-94        | Blake Griffin (37)     | Zaza Pachulia (10)   | Blake Griffin (7)     | Smoothie King Center     | 21 - 26 |
| 48    | 25 janvier  | @ Dallas              | D 101-106      | Blake Griffin (35)     | Andre Drummond (15)  | Reggie Jackson (9)    | American Airlines Center | 21 - 27 |
| 49    | 29 janvier  | Milwaukee             | D 105-115      | Reggie Jackson (25)    | Andre Drummond (13)  | Blake Griffin (9)     | Little Caesars Arena     | 21 - 28 |
| 50    | 31 janvier  | Dallas                | V 93-89        | Drummond, Griffin (24) | Andre Drummond (20)  | Reggie Jackson (9)    | Little Caesars Arena     | 22 - 28 |

| Match                  | Date match | Équipe        | Score     | Meilleur marqueur   | Meilleur rebondeur     | Meilleur passeur     | Lieux                   | Série   |
| ---------------------- | ---------- | ------------- | --------- | ------------------- | ---------------------- | -------------------- | ----------------------- | ------- |
| 51                     | 2 février  | L.A. Clippers | D 101-111 | Reggie Jackson (29) | Drummond, Griffin (11) | Reggie Jackson (7)   | Little Caesars Arena    | 22 - 29 |
| 52                     | 4 février  | Denver        | V 129-103 | Andre Drummond (27) | Andre Drummond (12)    | Ish Smith (5)        | Little Caesars Arena    | 23 - 29 |
| 53                     | 5 février  | @ New York    | V 105-92  | Blake Griffin (29)  | Andre Drummond (16)    | Blake Griffin (8)    | Madison Square Garden   | 24 - 29 |
| 54                     | 8 février  | New York      | V 120-103 | Andre Drummond (29) | Andre Drummond (20)    | Reggie Jackson (6)   | Little Caesars Arena    | 25 - 29 |
| 55                     | 11 février | Washington    | V 121-112 | Andre Drummond (32) | Andre Drummond (17)    | Blake Griffin (9)    | Little Caesars Arena    | 26 - 29 |
| 56                     | 13 février | @ Boston      | D 110-118 | Blake Griffin (32)  | Andre Drummond (17)    | Griffin, Kennard (5) | TD Garden               | 26 - 30 |
| NBA All-Star Game 2019 |            |               |           |                     |                        |                      |                         |         |
| 57                     | 22 février | @ Atlanta     | V 125-122 | Reggie Jackson (32) | Andre Drummond (21)    | Reggie Jackson (8)   | State Farm Arena        | 27 - 30 |
| 58                     | 23 février | @ Miami       | V 119-96  | Ish Smith (22)      | Andre Drummond (14)    | Ish Smith (9)        | American Airlines Arena | 28 - 30 |
| 59                     | 25 février | Indiana       | V 113-109 | Andre Drummond (26) | Andre Drummond (16)    | Blake Griffin (10)   | Little Caesars Arena    | 29 - 30 |
| 60                     | 27 février | @ San Antonio | D 93-105  | Reggie Jackson (22) | Andre Drummond (17)    | Blake Griffin (7)    | AT&T Center             | 29 - 31 |

| Match | Date match | Équipe         | Score          | Meilleur marqueur      | Meilleur rebondeur  | Meilleur passeur     | Lieux                      | Série   |
| ----- | ---------- | -------------- | -------------- | ---------------------- | ------------------- | -------------------- | -------------------------- | ------- |
| 61    | 2 mars     | @ Cleveland    | V 129-93       | Luke Kennard (26)      | Andre Drummond (10) | Blake Griffin (9)    | Quicken Loans Arena        | 30 - 31 |
| 62    | 3 mars     | Toronto        | V 112-107 (OT) | Blake Griffin (27)     | Andre Drummond (17) | Ish Smith (8)        | Little Caesars Arena       | 31 - 31 |
| 63    | 6 mars     | Minnesota      | V 131-114      | Andre Drummond (31)    | Andre Drummond (15) | Blake Griffin (7)    | Little Caesars Arena       | 32 - 31 |
| 64    | 8 mars     | @ Chicago      | V 112-104      | Blake Griffin (27)     | Andre Drummond (24) | Ish Smith (7)        | United Center              | 33 - 31 |
| 65    | 10 mars    | Chicago        | V 131-108      | Blake Griffin (28)     | Andre Drummond (15) | Jackson, Maker (6)   | Little Caesars Arena       | 34 - 31 |
| 66    | 11 mars    | @ Brooklyn     | D 75-103       | Andre Drummond (13)    | Andre Drummond (20) | Blake Griffin (6)    | Barclays Center            | 34 - 32 |
| 67    | 13 mars    | @ Miami        | D 74-108       | Blake Griffin (13)     | Andre Drummond (9)  | Luke Kennard (4)     | American Airlines Arena    | 34 - 33 |
| 68    | 15 mars    | L.A. Lakers    | V 111-97       | Langston Galloway (23) | Andre Drummond (23) | Blake Griffin (9)    | Little Caesars Arena       | 35 - 33 |
| 69    | 17 mars    | Toronto        | V 110-107      | Blake Griffin (25)     | Andre Drummond (17) | Ish Smith (8)        | Little Caesars Arena       | 36 - 33 |
| 70    | 18 mars    | @ Cleveland    | D 119-126      | Wayne Ellington (25)   | Andre Drummond (21) | Drummond, Smith (5)  | Quicken Loans Arena        | 36 - 34 |
| 71    | 21 mars    | @ Phoenix      | V 118-98       | Wayne Ellington (23)   | Andre Drummond (19) | Blake Griffin (8)    | Talking Stick Resort Arena | 37 - 34 |
| 72    | 23 mars    | @ Portland     | D 112-117      | Blake Griffin (27)     | Andre Drummond (11) | Blake Griffin (6)    | Moda Center                | 37 - 35 |
| 73    | 24 mars    | @ Golden State | D 114-121      | Blake Griffin (24)     | Andre Drummond (11) | Blake Griffin (8)    | Oracle Arena               | 37 - 36 |
| 74    | 26 mars    | @ Denver       | D 92-95        | Blake Griffin (29)     | Andre Drummond (17) | Griffin, Jackson (5) | Pepsi Center               | 37 - 37 |
| 75    | 28 mars    | Orlando        | V 115-98       | Wayne Ellington (25)   | Andre Drummond (18) | Ish Smith (6)        | Little Caesars Arena       | 38 - 37 |
| 76    | 30 mars    | Portland       | V 99-90        | Reggie Jackson (28)    | Andre Drummond (19) | Reggie Jackson (5)   | Little Caesars Arena       | 39 - 37 |

| Match | Date match | Équipe          | Score     | Meilleur marqueur    | Meilleur rebondeur  | Meilleur passeur   | Lieux                   | Série   |
| ----- | ---------- | --------------- | --------- | -------------------- | ------------------- | ------------------ | ----------------------- | ------- |
| 77    | 1er avril  | @ Indiana       | D 102-111 | Wayne Ellington (26) | Andre Drummond (17) | Andre Drummond (5) | Bankers Life Fieldhouse | 39 - 38 |
| 78    | 3 avril    | Indiana         | D 89-108  | Andre Drummond (28)  | Andre Drummond (19) | Ish Smith (7)      | Little Caesars Arena    | 39 - 39 |
| 79    | 5 avril    | @ Oklahoma City | D 110-123 | Blake Griffin (45)   | Andre Drummond (9)  | Ish Smith (4)      | Chesapeake Energy Arena | 39 - 40 |
| 80    | 6 avril    | Charlotte       | D 91-104  | Ish Smith (20)       | Andre Drummond (23) | Griffin, Smith (4) | Little Caesars Arena    | 39 - 41 |
| 81    | 9 avril    | Memphis         | V 100-93  | Ish Smith (22)       | Andre Drummond (17) | Reggie Jackson (5) | Little Caesars Arena    | 40 - 41 |
| 82    | 10 avril   | @ New York      | V 115-89  | Luke Kennard (27)    | Andre Drummond (18) | Reggie Jackson (7) | Madison Square Garden   | 41 - 41 |

## Playoffs
| Playoffs Total: 0-4 (Domicile : 0-2 ; Extérieur : 0-2) |

| Match | Date match | Équipe      | Score     | Meilleur marqueur   | Meilleur rebondeur  | Meilleur passeur   | Lieux Spectateurs    | Série |
| ----- | ---------- | ----------- | --------- | ------------------- | ------------------- | ------------------ | -------------------- | ----- |
| 1     | 14 avril   | @ Milwaukee | D 86-121  | Luke Kennard (21)   | Andre Drummond (12) | Ish Smith (6)      | Fiserv Forum         | 0 - 1 |
| 2     | 17 avril   | @ Milwaukee | D 99-120  | Luke Kennard (19)   | Andre Drummond (16) | Reggie Jackson (8) | Fiserv Forum         | 0 - 2 |
| 3     | 20 avril   | Milwaukee   | D 103-119 | Blake Griffin (27)  | Andre Drummond (12) | Reggie Jackson (8) | Little Caesars Arena | 0 - 3 |
| 4     | 22 avril   | Milwaukee   | D 103-119 | Reggie Jackson (26) | Andre Drummond (12) | Reggie Jackson (7) | Little Caesars Arena | 0 - 4 |

### Confrontations en saison régulière
| Conférence Est      | Conférence Est                               | Conférence Est                               | Conférence Est                               | Conférence Est                               | Conférence Ouest                             | Conférence Ouest                             | Conférence Ouest                             |
| Division Atlantique | Division Atlantique                          | Division Atlantique                          | Division Atlantique                          | Division Atlantique                          | Division Nord-Ouest                          | Division Nord-Ouest                          | Division Nord-Ouest                          |
| Équipe              | Domicile                                     | Domicile                                     | Extérieur                                    | Extérieur                                    | Équipe                                       | Domicile                                     | Extérieur                                    |
| ------------------- | -------------------------------------------- | -------------------------------------------- | -------------------------------------------- | -------------------------------------------- | -------------------------------------------- | -------------------------------------------- | -------------------------------------------- |
| Boston              | 89-109                                       | 113-104                                      | 105-108                                      | 110-118                                      | Denver                                       | 129-103                                      | 92-95                                        |
| Brooklyn            | 103-100                                      |                                              | 119-120 (OT)                                 | 75-103                                       | Minnesota                                    | 131-114                                      | 129-123 (OT)                                 |
| New York            | 115-108                                      | 120-103                                      | 105-92                                       | 115-89                                       | Oklahoma City                                | 83-110                                       | 110-123                                      |
| Philadelphie        | 133-132 (OT)                                 | 111-117                                      | 99-109                                       | 102-116                                      | Portland                                     | 99-90                                        | 112-117                                      |
| Toronto             | 112-107 (OT)                                 | 110-107                                      | 106-104                                      |                                              | Utah                                         | 105-110                                      | 94-100                                       |
|                     | 7–2                                          | 7–2                                          | 3–6                                          | 3–6                                          |                                              | 3–2                                          | 1–4                                          |
| Division            | 10–8                                         | 10–8                                         | 10–8                                         | 10–8                                         | Division                                     | 4–6                                          | 4–6                                          |
| Division Centrale   | Division Centrale                            | Division Centrale                            | Division Centrale                            | Division Centrale                            | Division Pacifique                           | Division Pacifique                           | Division Pacifique                           |
| Équipe              | Domicile                                     | Domicile                                     | Extérieur                                    | Extérieur                                    | Équipe                                       | Domicile                                     | Extérieur                                    |
| Chicago             | 107-88                                       | 131-108                                      | 118-116                                      | 112-104                                      | Golden State                                 | 111-102                                      | 114-121                                      |
| Cleveland           | 110-103                                      | 113-102                                      | 129-93                                       | 119-126                                      | L.A. Clippers                                | 101-111                                      | 109-104                                      |
|                     |                                              |                                              |                                              |                                              | L.A. Lakers                                  | 111-97                                       | 100-113                                      |
| Indiana             | 113-109                                      | 89-108                                       | 88-125                                       | 102-111                                      | Phoenix                                      | 118-107                                      | 118-98                                       |
| Milwaukee           | 104-107                                      | 105-115                                      | 92-115                                       | 98-121                                       | Sacramento                                   | 101-103                                      | 102-112                                      |
|                     | 5–3                                          | 5–3                                          | 3–5                                          | 3–5                                          |                                              | 3–2                                          | 2–3                                          |
| Division            | 8–8                                          | 8–8                                          | 8–8                                          | 8–8                                          | Division                                     | 5-5                                          | 5-5                                          |
| Division Sud-Est    | Division Sud-Est                             | Division Sud-Est                             | Division Sud-Est                             | Division Sud-Est                             | Division Sud-Ouest                           | Division Sud-Ouest                           | Division Sud-Ouest                           |
| Équipe              | Domicile                                     | Domicile                                     | Extérieur                                    | Extérieur                                    | Équipe                                       | Domicile                                     | Extérieur                                    |
| Atlanta             | 95-98                                        |                                              | 124-109                                      | 125-122                                      | Dallas                                       | 93-89                                        | 101-106                                      |
| Charlotte           | 103-113                                      | 91-104                                       | 107-108                                      | 86-98                                        | Houston                                      | 116-111 (OT)                                 | 124-126                                      |
| Miami               | 115-120 (OT)                                 | 98-93                                        | 119-96                                       | 74-108                                       | Memphis                                      | 100-93                                       | 101-94                                       |
| Orlando             | 120-115 (OT)                                 | 115-98                                       | 103-96                                       | 107-109                                      | La Nouvelle-Orléans                          | 108-116                                      | 98-94                                        |
| Washington          | 106-95                                       | 121-112                                      | 87-101                                       |                                              | San Antonio                                  | 107-119                                      | 93-105                                       |
|                     | 5–4                                          | 5–4                                          | 4–5                                          | 4–5                                          |                                              | 3–2                                          | 2–3                                          |
| Division            | 9–9                                          | 9–9                                          | 9–9                                          | 9–9                                          | Division                                     | 5–5                                          | 5–5                                          |
| Conférence          | 27–25 (Domicile : 17–9 ; Extérieur : 10–16)  | 27–25 (Domicile : 17–9 ; Extérieur : 10–16)  | 27–25 (Domicile : 17–9 ; Extérieur : 10–16)  | 27–25 (Domicile : 17–9 ; Extérieur : 10–16)  | Conférence                                   | 14–16 (Domicile : 9–6 ; Extérieur : 5–10)    | 14–16 (Domicile : 9–6 ; Extérieur : 5–10)    |
| Total               | 41–41 (Domicile : 26–15 ; Extérieur : 15–26) | 41–41 (Domicile : 26–15 ; Extérieur : 15–26) | 41–41 (Domicile : 26–15 ; Extérieur : 15–26) | 41–41 (Domicile : 26–15 ; Extérieur : 15–26) | 41–41 (Domicile : 26–15 ; Extérieur : 15–26) | 41–41 (Domicile : 26–15 ; Extérieur : 15–26) | 41–41 (Domicile : 26–15 ; Extérieur : 15–26) |

## Classements de la saison régulière
| Conférence Est | Conférence Est         | Conférence Est | Conférence Est | Conférence Est | Conférence Est | Conférence Est | Conférence Est |
| No             | Franchise              | Vic.           | Déf.           | MJ             | V/D            | GB             |                |
| -------------- | ---------------------- | -------------- | -------------- | -------------- | -------------- | -------------- | -------------- |
| 1              | Bucks de Milwaukee     | 60             | 22             | 82             | .732           | –              |                |
| 2              | Raptors de Toronto     | 58             | 24             | 82             | .707           | 2              |                |
| 3              | 76ers de Philadelphie  | 51             | 31             | 82             | .622           | 9              |                |
| 4              | Celtics de Boston      | 49             | 33             | 82             | .598           | 11             |                |
| 5              | Pacers de l'Indiana    | 48             | 34             | 82             | .585           | 12             |                |
| 6              | Nets de Brooklyn       | 42             | 40             | 82             | .512           | 18             |                |
| 7              | Magic d'Orlando        | 42             | 40             | 82             | .512           | 18             |                |
| 8              | Pistons de Détroit     | 41             | 41             | 82             | .500           | 19             |                |
|                |                        |                |                |                |                |                |                |
| 9              | Hornets de Charlotte   | 39             | 43             | 82             | .476           | 21             |                |
| 10             | Heat de Miami          | 39             | 43             | 82             | .476           | 21             |                |
| 11             | Wizards de Washington  | 32             | 50             | 82             | .390           | 28             |                |
| 12             | Hawks d'Atlanta        | 29             | 53             | 82             | .354           | 31             |                |
| 13             | Bulls de Chicago       | 22             | 60             | 82             | .268           | 38             |                |
| 14             | Cavaliers de Cleveland | 19             | 63             | 82             | .232           | 41             |                |
| 15             | Knicks de New York     | 17             | 65             | 82             | .207           | 43             |                |

| Division Centrale           | V  | D  | MJ | V/D  | GB | Dom   | Ext   | Div  |
| --------------------------- | -- | -- | -- | ---- | -- | ----- | ----- | ---- |
| Bucks de Milwaukee (1)      | 60 | 22 | 82 | .732 | –  | 33–8  | 27–14 | 14–2 |
| Pacers de l'Indiana (5)     | 48 | 34 | 82 | .585 | 12 | 29–12 | 19–22 | 11–5 |
| Pistons de Détroit (8)      | 41 | 41 | 82 | .500 | 19 | 26–15 | 15–26 | 8–8  |
| Bulls de Chicago (13)       | 22 | 60 | 82 | .268 | 38 | 9–32  | 13–28 | 3–13 |
| Cavaliers de Cleveland (14) | 19 | 63 | 82 | .232 | 41 | 13–28 | 6–35  | 4–12 |

## Effectif

### Effectif actuel
| Pistons de Détroit Effectif actuel            |    |                        |                            |                  |
| Entraîneur : Dwane Casey                      |    |                        |                            |                  |
| Arrière                                       | 6  | Drapeau des États-Unis | Bruce Brown Jr. (R)        | Miami            |
| Meneur                                        | 81 | Drapeau de l'Espagne   | José Calderon              | Saski Baskonia   |
| Pivot                                         | 0  | Drapeau des États-Unis | Andre Drummond             | Connecticut      |
| Arrière                                       | 20 | Drapeau des États-Unis | Wayne Ellington            | North Carolina   |
| Meneur / Arrière                              | 9  | Drapeau des États-Unis | Langston Galloway          | Saint-Joseph     |
| Ailier fort                                   | 23 | Drapeau des États-Unis | Blake Griffin              | Oklahoma         |
| Meneur                                        | 1  | Drapeau des États-Unis | Reggie Jackson             | Boston College   |
| Arrière                                       | 5  | Drapeau des États-Unis | Luke Kennard               | Duke             |
| Ailier fort                                   | 30 | Drapeau des États-Unis | Jon Leuer                  | Wisconsin        |
| Meneur                                        | 24 | Drapeau des États-Unis | Kalin Lucas (R) (TW)       | Michigan State   |
| Ailier fort / Pivot                           | 7  | /                      | Thon Maker                 | Orangeville Prep |
| Ailier                                        | 19 | Drapeau de l'Ukraine   | Sviatoslav Mykhaïliouk (R) | Kansas           |
| Pivot                                         | 27 | Drapeau de la Géorgie  | Zaza Pachulia              | Ülker İstanbul   |
| Arrière / Ailier                              | 22 | Drapeau des États-Unis | Glenn Robinson III         | Michigan         |
| Meneur                                        | 14 | Drapeau des États-Unis | Ish Smith                  | Wake Forest      |
| Arrière                                       | 13 | Drapeau des États-Unis | Khyri Thomas (R)           | Creighton        |
| Meneur, Arrière                               | 12 | Drapeau des États-Unis | Isaiah Whitehead (TW)      | Seton Hall       |
| (R) - Rookie, (TW) - Two-way contract, Blessé |    |                        |                            |                  |

## Transactions

### Échanges
| 21 juin 2018 (Jour de la draft) | A Pistons de DétroitDroits sur Khyri Thomas (#38)                    | A 76ers de PhiladelphieSecond tour de draft 2021 Second tour de draft 2023 |
| 6 février 2019                  | A Pistons de DétroitSviatoslav Mykhaïliouk Second tour de draft 2021 | A Lakers de Los AngelesReggie Bullock Compensation financière |
| 7 février 2019                  | A Pistons de DétroitThon Maker (De Milwaukee)                        | A Pelicans de La Nouvelle-OrléansStanley Johnson (De Détroit) Jason Smith (De Milwaukee) Second tour de draft 2019 protégé de Denver (De Milwaukee) Second tour de draft 2020 (De Milwaukee) Second tour de draft 2020 de Washington (De Milwaukee) Second tour de draft 2021 de Washington (De Milwaukee) |
| 7 février 2019                  | A Bucks de MilwaukeeNikola Mirotić (De Nouvelle-Orléans)             | |

### Options dans les contrats
| Date       | Joueur         | Option                                                                       |
| ---------- | -------------- | ---------------------------------------------------------------------------- |
| 30/10/2018 | Luke Kennard   | Détroit exerce son option d'équipe de 3 827 160 $ pour la saison 2018-2019.  |
| 30/10/2018 | Henry Ellenson | Détroit décline son option d'équipe de 2 856 804 $ pour la saison 2018-2019. |

### Arrivés

#### Draft
| Date       | Joueur          | Contrat                                                 | Provenance                   |
| ---------- | --------------- | ------------------------------------------------------- | ---------------------------- |
| 06/07/2018 | Bruce Brown Jr. | Contrat partiellement garanti de 3 919 177 $ sur 3 ans. | Hurricanes de Miami (NCAA)   |
| 25/07/2018 | Khyri Thomas    | Contrat partiellement garanti de 3 919 177 $ sur 3 ans. | Bluejays de Creighton (NCAA) |

#### Agent libre
| Date       | Joueur               | Contrat                          | Provenance               |
| ---------- | -------------------- | -------------------------------- | ------------------------ |
| 07/07/2018 | José Manuel Calderón | Contrat de 2 393 887 $ sur 1 an  | Cavaliers de Cleveland   |
| 07/07/2018 | Glenn Robinson III   | Contrat de 8 353 750 $ sur 2 ans | Pacers de l'Indiana      |
| 13/07/2018 | Zaza Pachulia        | Contrat de 2 393 887 $ sur 1 an  | Warriors de Golden State |

#### Two-way contract
| Date       | Joueur           | Provenance                        |
| ---------- | ---------------- | --------------------------------- |
| 15/07/2018 | Keenan Evans     | Red Raiders de Texas Tech (NCAA)  |
| 15/10/2018 | Zach Lofton      | Aggies de New Mexico State (NCAA) |
| 15/01/2019 | Kalin Lucas      | Kings de Stockton (NBA G-League)  |
| 15/01/2019 | Isaiah Whitehead | Lokomotiv Kouban-Krasnodar        |

#### Camps d'entraînement
| Date       | Joueur           | Contrat                            | Provenance                        |
| ---------- | ---------------- | ---------------------------------- | --------------------------------- |
| 28/07/2018 | Johnny Hamilton  | Contrat non garanti de 838 464 $   | UT Arlington Mavericks (NCAA)     |
| 10/08/2018 | Zach Lofton      | Contrat non garanti de 838 464 $   | Aggies de New Mexico State (NCAA) |
| 22/09/2018 | Scottie Lindsey  | Contrat non garanti de 838 464 $   | Wildcats de Northwestern (NCAA)   |
| 24/09/2018 | Chris McCullough | Contrat non garanti de 1 567 007 $ | Wizards de Washington             |

### Départs

#### Agents libres
| Date       | Joueur           | Raison départ | Nouvelle équipe ¹         |
| ---------- | ---------------- | ------------- | ------------------------- |
| 01/07/2018 | Jameer Nelson    | Agent libre   |                           |
| 09/07/2018 | Anthony Tolliver | Agent libre   | Timberwolves du Minnesota |
| 13/07/2018 | James Ennis      | Agent libre   | Rockets de Houston        |
| 21/08/2018 | Kay Felder       | Agent libre   | Raptors de Toronto        |

¹ Il s'agit de l’équipe pour laquelle le joueur a signé après son départ, il a pu entre-temps changer d'équipe ou encore de pays.

#### Joueurs coupés
| Date       | Joueur        | Nouvelle équipe ¹  |
| ---------- | ------------- | ------------------ |
| 07/07/2018 | Dwight Buycks |                    |
| 08/07/2018 | Eric Moreland | Raptors de Toronto |
| 15/01/2019 | Keenan Evans  |                    |
| 15/01/2019 | Zach Lofton   |                    |

¹ Il s'agit de l’équipe pour laquelle le joueur a signé après son départ, il a pu entre-temps changer d'équipe ou encore de pays.

#### Non retenu après les camps d’entraînements
| Date       | Joueur           |
| ---------- | ---------------- |
| 24/09/2018 | Scottie Lindsey  |
| 07/10/2018 | Chris McCullough |
| 12/10/2018 | Johnny Hamilton  |
| 15/10/2018 | Reggie Hearn     |

### Joueurs "agents libres" à la fin de la saison
| Joueur               | Fin de saison         |
| -------------------- | --------------------- |
| Reggie Bullock       | Agent libre           |
| José Manuel Calderón | Agent libre           |
| Henry Ellenson       | Agent libre           |
| Stanley Johnson      | Agent libre restreint |
| Zaza Pachulia        | Agent libre           |
| Ish Smith            | Agent libre           |

### Options en fin de saison
| Joueur             | Fin de saison    |
| ------------------ | ---------------- |
| Glenn Robinson III | Option d'équipe. |